# Épopée à Rome
L’épopée à Rome acquiert un statut tout différent de celui qu'elle possédait en Grèce. Si à l’époque grecque classique, l’origine des épopées homériques se perd dans des temps légendaires, à Rome en revanche, son origine est bien connue, ses auteurs bien définis et l’influence grecque, donc étrangère, est déterminante. Les écrivains s'adonnant à l’écriture de poèmes épiques sont en effet avant tout des érudits, fins connaisseurs d’une poésie grecque dont ils n'hésitent pas à s'inspirer largement, aussi bien d’un point de vue technique qu’en ce qui touche le fond des textes.

## Résumé
La première épopée en latin est en réalité une traduction de l’Odyssée réalisée par un esclave d’origine grecque, Livius Andronicus. Ennius entreprend de composer une épopée de sujet latin, mais il utilise un vers d’origine grecque, l’hexamètre dactylique. L’épopée latine se constitue donc en partie par rapport au modèle grec, qui pèse considérablement sur la littérature latine.
L’Énéide de Virgile, l’épopée latine la plus célèbre, est le récit du périple d’Énée, ancêtre mythique des romains fuyant Troie assiégée par les grecs. L’Énéide remplit ainsi une fonction qu'elle partage avec beaucoup d’épopées, celle de donner à un peuple des récits fondateurs. Cependant, l’épopée latine se distingue radicalement de l’épopée de type homérique : il ne s'agit pas de récits constitués par une tradition mais de textes élaborés par des auteurs connus.
À l’image des Géorgiques, l’Énéide reflète également une volonté de dépasser la poésie pour conférer à l’œuvre une visée didactique, une dimension utile. Ainsi, si Virgile y déploie tout son talent poétique, par exemple dans ses variations de style et son excellente maîtrise de l’hexamètre dactylique, il cherche à inculquer aux latins l’amour de leur patrie, du sol natal, des anciennes vertus, par l’exaltation du sacrifice personnel, exprimé au travers des pérégrinations d’un homme qui s’identifie, quel qu’en soit le prix à payer, à sa nation, et lui sacrifie tout. C’est que l’Énéide comme poème national est avant tout le résultat d’un projet politique, une œuvre de propagande, commandée par Mécène, s’efforçant de légitimer le pouvoir personnel d’Auguste, mais dans laquelle transparaît la foi de son auteur dans la nation romaine, dans l’ère de paix et de stabilité promise par l’empereur. Le succès de l’Énéide, qui bien qu'inachevée fut étudiée par tous les écoliers romains, manifestant bien l’unicité de l’œuvre, ne sera jamais démenti.
La Pharsale de Lucain se distingue très originalement de l’Énéide. Rejetant toute idée de merveilleux, Lucain s'attache à dépeindre des évènements historiques liés à un passé proche, ceux qui se déroulèrent durant la guerre civile qui opposa Jules César à Pompée, à des fins plus esthétiques que réellement historiques.
Dans la littérature latine de l'époque tardive paraissent des œuvres atypiques comme la Psychomachie de Prudence qui inaugurent le genre de l'épopée allégorique. Le poète chrétien s'inspire d'ailleurs du modèle de Virgile, dont il va jusqu'à reprendre des vers entiers.

## Catégorisation
L'histoire a retenu 3 types d'épopées :
L'épopée légendaire
Elle décrit des faits éloignés dans le temps, échappant alors à l'investigation historique et recourant au merveilleux le plus organisé. On trouve :
- Livius Andronicus, Odissia (l’Odyssée)
- Virgile, l’Énéide
- Valerius Flaccus, les Argonautiques
- Stace, l’Achilléide et la Thébaïde
- Claudien, De raptu Proserpinae (Le Rapt de Proserpine) et la Gigantomachie

L'épopée semi-historique ou historico-légendaire
Elle relate des événements récents proprement historiques et en propose une lecture religieuse. On trouve :
- Naevius, Bellum Punicum (La Guerre punique).
- Silius Italicus, Punica (La Guerre punique).
- Pétrone : une allusion au Bellum ciuile dans son roman, le Satyricon.

L'épopée historique
Elle refuse le merveilleux divin et donne des faits qu'elle relate selon une interprétation rationnelle. On trouve :
- Ennius, les Annales
- Lucain, la Pharsale (La Guerre civile).
- Claudien, De bello Getico (Sur la guerre des Gètes).
- Prudence, la Psychomachie

## Époque archaïque

### Livius Andronicus
Livius Andronicus, né à Tarente vers 280 av. J.-C., mort à Rome vers 200, est le premier poète latin dont le nom nous soit connu.
Il est l'auteur en 240 de la première œuvre littéraire  latine.  Il composa par la suite de nombreuses autres œuvres, probablement imitées des tragédies grecques.

### Naevius
Il ne reste de Cnaeus Naevius  (-275–-201) qu'une centaine de vers qui se rattachent au théâtre et à l'épopée. 
Il ne se contente pas de copier et traduire les grecs, mais il introduit un genre comique tout à fait romain, a toga, togata. 
Il est l'auteur d'une épopée consacré aux guerres puniques.
On qualifie son style de rude et vif . Il a préfiguré  Ennius, dont le style est plus pur.

### Ennius
Quintus Ennius, né en 239 av. J.-C.  et mort en 169 av. J.-C. est considéré comme le « père de la poésie latine » pour avoir introduit à Rome un vers d'origine grecque : l'hexamètre dactylique. 
Bien que seuls des fragments de son œuvre nous aient été conservés (par Apulée notamment), son influence sur la littérature latine fut importante.